# Damien Joly
Damien Joly (Ollioules, 4 juni 1992) is een Franse zwemmer. Hij vertegenwoordigde zijn vaderland op de Olympische Zomerspelen 2012 in Londen.

## Carrière
Bij zijn EK-debuut in 2011 in Szczecin eindigde Joly als tiende op de 1500 meter vrije slag en werd hij uitgeschakeld in de series van de 400 meter vrije slag.
Op de Europese kampioenschappen zwemmen 2012 in Debrecen strandde de Fransman in de series van zowel de 400 als de 1500 meter vrije slag. Tijdens de Olympische Zomerspelen van 2012 in Londen werd Joly uitgeschakeld in de series van de 1500 meter vrije slag. In Chartres nam de Fransman deel aan de Europese kampioenschappen kortebaanzwemmen 2012. Op dit toernooi eindigde hij als tiende op de 1500 meter vrije slag en strandde hij in de series van de 400 meter vrije slag.
Op de wereldkampioenschappen zwemmen 2013 in Barcelona werd Joly uitgeschakeld in de series van zowel de 400 als de 800 meter vrije slag. Tijdens de Europese kampioenschappen kortebaanzwemmen 2013 in Herning strandde de Fransman in de series van de 400 meter vrije slag.
In Berlijn nam Joly deel aan de Europese kampioenschappen zwemmen 2014. Op dit toernooi werd hij uitgeschakeld in de series van de 400, 800 en 1500 meter vrije slag.
Op de wereldkampioenschappen zwemmen 2015 in Kazan strandde Fransman in de series van de 400, 800 en 1500 meter vrije slag.

## Internationale toernooien
| Jaar | Olympische Spelen    | WK langebaan                                                 | WK kortebaan  | EK langebaan                                                 | EK kortebaan                             |
| ---- | -------------------- | ------------------------------------------------------------ | ------------- | ------------------------------------------------------------ | ---------------------------------------- |
| 2011 |                      | geen deelname                                                |               |                                                              | 33e 400m vrije slag 10e 1500m vrije slag |
| 2012 | 14e 1500m vrije slag |                                                              | geen deelname | 27e 400m vrije slag 9e 1500m vrije slag                      | 29e 400m vrije slag 10e 1500m vrije slag |
| 2013 |                      | 31e 400m vrije slag 17e 800m vrije slag                      |               |                                                              | 35e 400m vrije slag                      |
| 2014 |                      |                                                              | geen deelname | 36e 400m vrije slag 20e 800m vrije slag 12e 1500m vrije slag |                                          |
| 2015 |                      | 24e 400m vrije slag 11e 800m vrije slag 10e 1500m vrije slag |               |                                                              | geen deelname                            |

## Persoonlijke records
Bijgewerkt tot en met 19 december 2015
Kortebaan
| Afstand          | Tijd     | Datum            | Plaats  |
| ---------------- | -------- | ---------------- | ------- |
| 400m vrije slag  | 03.45,07 | 7 november 2015  | Antibes |
| 800m vrije slag  | 07.42,45 | 20 november 2015 | Angers  |
| 1500m vrije slag | 14.32,75 | 21 november 2015 | Angers  |

Langebaan
| Afstand          | Tijd     | Datum            | Plaats   |
| ---------------- | -------- | ---------------- | -------- |
| 400m vrije slag  | 03.48,86 | 31 maart 2015    | Limoges  |
| 800m vrije slag  | 07.50,30 | 4 augustus 2015  | Kazan    |
| 1500m vrije slag | 14.56,13 | 19 december 2015 | Riccione |